# Burcy (Calvados)
Burcy (Ausspracheⓘ) ist eine ehemalige französische Gemeinde mit zuletzt 387 Einwohnern (Stand: 1. Januar 2013), den Burcéens, im Département Calvados in der Region Normandie.
Am 1. Januar 2016 wurde Burcy im Zuge einer Gebietsreform zusammen mit 13 benachbarten Gemeinden als Ortsteil in die neue Gemeinde Valdallière eingegliedert.

## Geografie
Burcy liegt rund sieben Kilometer nordöstlich von Vire-Normandie am Flüsschen Allière.

## Bevölkerungsentwicklung
| Jahr                             | 1793 | 1836 | 1876 | 1926 | 1946 | 1968 | 1990 | 2013 |
| Einwohner                        | 710  | 627  | 569  | 387  | 347  | 343  | 355  | 387  |
| Quelle: Cassini, EHESS und INSEE |      |      |      |      |      |      |      |      |

## Sehenswürdigkeiten
- Kirche Notre-Dame aus dem 14. Jahrhundert, seit 1921 Monument historique[3]
- Schloss aus dem 19. Jahrhundert
- Herrenhäuser

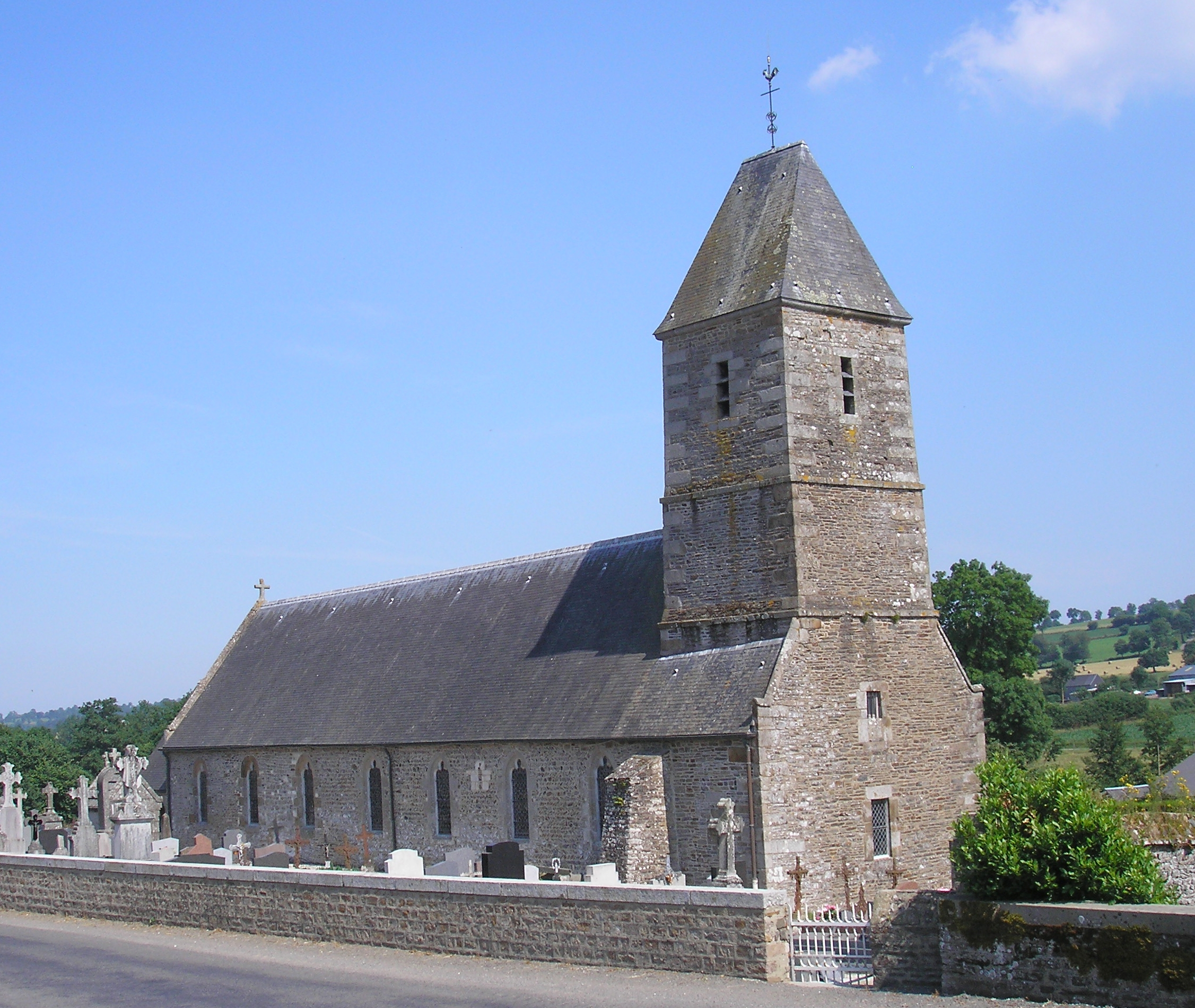
Kirche Notre-Dame
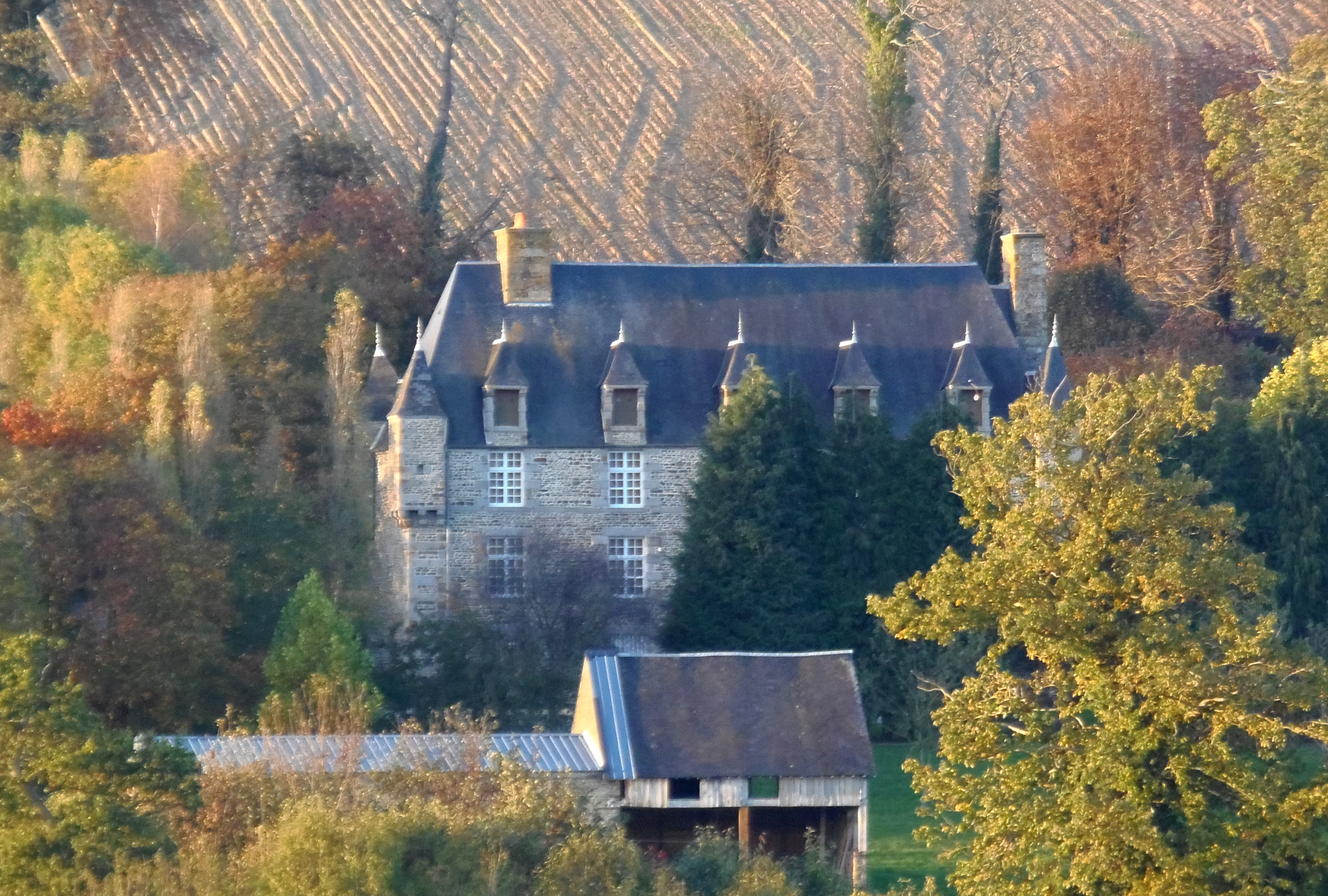
Eines der Herrenhäuser